# Rafael Núñez (piłkarz)
Rafael Leonardo Núñez Mata (ur. 25 stycznia 2002 w Bonao) – dominikańsko-hiszpański piłkarz grający na pozycji napastnika w hiszpańskim klubie Elche CF Ilicitano oraz reprezentacji Dominikany. Uczestnik Letnich Igrzysk Olimpijskich 2024 w Paryżu.